# Терминатор 2: Судный день
«Термина́тор 2: Су́дный день» (англ. Terminator 2: Judgment Day) — американский научно-фантастический боевик 1991 года, пятый полнометражный фильм, снятый Джеймсом Кэмероном, который написал сценарий в соавторстве с Уильямом Вишером. В главных ролях Арнольд Шварценеггер, Линда Хэмилтон и Роберт Патрик. Это продолжение «Терминатора» (1984) и вторая часть франшизы «Терминатор». В фильме злобный искусственный интеллект Скайнет отправляет Терминатора — высокоразвитую машину для убийств — назад во времени в 1995 год, чтобы убить будущего лидера человеческого сопротивления Джона Коннора, когда он был ребёнком. Сопротивление отправляет обратно менее продвинутого, перепрограммированного Терминатора, чтобы защитить Коннора и обеспечить будущее человечества.
Фильм «Терминатор» считался значительным успехом, укрепившим карьеры Шварценеггера и Кэмерона, но работа над сиквелом застопорилась из-за вражды между парой и Hemdale Film Corporation, которая частично владела правами на фильм. В 1990 году Шварценеггер и Кэмерон убедили Carolco Pictures купить права у продюсера «Терминатора» Гейл Энн Хёрд и Hemdale, которая испытывала финансовые трудности. Дата выхода была назначена на следующий год, оставив Кэмерону и Уишеру семь недель на написание сценария. Основные съёмки длились с октября 1990 года по март 1991 года, проходя в Лос-Анджелесе и его окрестностях с предполагаемым бюджетом в 94-102 миллиона долларов, что сделало фильм самым дорогим фильмом, созданным на тот момент. Продвинутые визуальные эффекты от Industrial Light & Magic (ILM), а это первое использование компьютерного главного героя в блокбастере, привели к срыву графика. Кинокопии были доставлены в кинотеатры в ночь перед премьерой картины 3 июля 1991 года.
Фильм «Терминатор 2: Судный день» имел успех у критиков и коммерческий успех, собрав 520 миллионов долларов в прокате, став самым кассовым фильмом 1991 года в мире и третьим по кассовым сборам фильмом своего времени. Фильм получил несколько наград, включая премии «Сатурн», BAFTA и «Оскар». Среди товаров по «Терминатору 2» есть видеоигры, комиксы, романы и «Т2 3-D: Битва сквозь время» — игровой аттракцион с живыми актёрами.
Фильм «Терминатор 2: Судный день» считается одним из лучших научно-фантастических фильмов, боевиков и сиквелов, когда-либо снятых. Он также оказал большое влияние на визуальные эффекты в фильмах, помогая перейти от практических эффектов к использованию компьютерных изображений. Библиотека Конгресса США выбрала его для сохранения в Национальном реестре фильмов в 2023 году. Хотя Кэмерон планировал, что «Терминатор 2» станет концом франшизы, за ним последовала серия сиквелов, включая «Терминатор 3: Восстание машин» (2003), «Терминатор: Да придёт спаситель» (2009), «Терминатор: Генезис» (2015) и «Терминатор: Тёмные судьбы» (2019), а также телесериал 2008 года.
В 2017 и 2019 годах фильм вышел в повторный прокат в формате 3D.

## Сюжет
В 1995 году Джон Коннор живёт в Лос-Анджелесе с приёмными родителями. Его мать Сара Коннор с детства готовила его к будущей роли лидера Сопротивления человечества против Скайнета, искусственного интеллекта, который получит контроль над ядерным потенциалом Соединённых Штатов и начнёт ядерную войну 29 августа 1997 года. Этот день будет известен впоследствии как «Судный день». Однако Сара была арестована и заключена в психиатрическую больницу за попытку взорвать компьютерную фабрику. Мир её сына рухнул: Джон дерзит своим опекунам, убегает из дома и ворует деньги из банкоматов.
В 2029 году Скайнет отправляет нового терминатора T-1000 в прошлое, чтобы убить Джона. T-1000 — это более совершенная модель, изготовленная из жидкого металла («мимикрирующий жидкий металл»), который даёт ему возможность принимать форму и внешний вид практически всего, к чему он прикасается, мгновенно заращивать раны и превращать руки в холодное оружие. Способ перемещения во времени Т-1000 остаться неизвестным, поскольку описанной в первом фильме машиной времени могут пользоваться лишь покрытые органическими живыми тканями объекты.  T-1000 прибывает в 1995 год, убивает патрульного полиции, завладевает его оружием и принимает облик полицейского; он использует полицейский компьютер, чтобы выследить Джона. В 1995 году никто не сможет справиться с боевым роботом такого уровня, но Джон Коннор из будущего послал перепрограммированного терминатора T-800, чтобы защитить себя в юности.
Пути Т-800 и Т-1000 пересекаются в поисках Джона в торговом центре. Рукопашная схватка роботов идёт с преимуществом Т-1000, но Т-800 с помощью мощного огнестрельного оружия временно шокирует Т-1000, после чего начинается погоня, и Джон с Т-800 вместе скрываются на мотоцикле. Опасаясь, что Т-1000 убьет Сару, чтобы добраться до него самого, Джон приказывает Терминатору помочь освободить её, обнаружив, что Терминатор выполняет его приказы.
Сара, узнав от врачей о появлении в городе человека, похожего на Терминатора, планирует побег из больницы. Т-1000 тоже появляется в психиатрической клинике, где лежит Сара, убивает охранника и принимает его облик. Тем временем Сара пытается бежать из клиники, но на пути к побегу встречает Т-800 и Джона, которые перехватывают её, после чего рассказывают правду об истории Скайнета. Т-1000 преследует их, но безуспешно, однако это убеждает Сару в необходимости довериться Т-800. Сара, несмотря на свой страх перед роботом, доверяет сыну, и следует за ним. Позже она узнает, что человеком, непосредственно ответственным за создание Скайнета, является Майлз Дайсон, инженер «Кибердайн системс», работающий над революционно новым микропроцессором. Именно этот процессор станет потом основой для Скайнета.
Сара, найдя приют у своего давнего друга, берёт у него оружие, чтобы убить Дайсона и не допустить наступления Судного дня. Джон приказывает роботу остановить её. Сара ранит инженера, но оказывается не в состоянии убить невинного человека на глазах его семьи. Появившиеся Джон и Т-800 рассказывают Дайсону о будущих последствиях его работы. Они узнают, что большая часть его исследований является результатом обратной разработки повреждённого центрального процессора и правой руки предыдущего Терминатора, который пытался убить Сару в 1984 году. Убедив Дайсона, что проект должен быть остановлен, они врываются в здание Кибердайн, забирают процессор и манипулятор уничтоженного терминатора и устанавливают взрывчатку, чтобы разрушить лабораторию Дайсона. Прибывшие полицейские открывают стрельбу. Смертельно раненный инженер из последних сил удерживает в руке детонатор, давая друзьям и полицейским время уйти. Мощный взрыв уничтожает лабораторию.
Т-1000 неустанно преследует главных героев, в конечном итоге загоняя их в угол на металлургическом комбинате.
T-1000 и Т-800 опять сражаются, и более продвинутая модель серьёзно повреждает и отключает Т-800. Однако Терминатор спустя некоторое время вновь включается, используя резервный источник питания. Тем временем  Т-1000 пытается приманить Джона, используя способность мимикрировать и превратившись в «Сару», однако настоящая Сара Коннор оказывается в том же месте и расстреливает терминатора из дробовика, выстрелами из которого пытается сбросить Т-1000 в расплав. После того, как у неё заканчиваются патроны, вовремя подоспевший Т-800 стреляет из гранатомёта и завершает начатое Сарой — попадание гранаты разрывает «тело» терминатора и скидывает его вниз в жидкую сталь. T-1000 отчаянно ищет форму, устойчивую при высоких температурах, но, не найдя её, погибает. Джон бросает руку и процессор оригинального Т-800, взятых им на заводе Кибердайн, в чан с расплавом. Сара выражает облегчение, что испытание закончено, но Терминатор объясняет, что для исключения обратной разработки он сам тоже должен быть уничтожен. Т-800 просит Сару помочь опустить его в чан с расплавленной сталью, поскольку сам он не может «самоуничтожиться». Джон, которому робот заменил отца, умоляет и приказывает Терминатору пересмотреть своё решение. Однако робот, имея в виду выживание человечества, отказывается подчиняться. Он прощается с людьми, обнимает плачущего Джона, а затем опускается в чан, поднимая вверх большой палец правой руки. Джон и Сара едут по шоссе, и голос Сары говорит за кадром: «Неизвестное будущее приближается. Я впервые иду навстречу ему с чувством надежды. Если машина, Терминатор, может понять ценность человеческой жизни, возможно, мы тоже сможем».

## В ролях
| Актёр                  | Роль                                                                      |
| ---------------------- | ------------------------------------------------------------------------- |
| Арнольд Шварценеггер   | Терминатор (T-800)                                                        |
| Линда Хэмилтон         | Сара Коннор                                                               |
| Эдвард Фёрлонг         | Джон Коннор                                                               |
| Майкл Эдвардс          | взрослый Джон Коннор                                                      |
| Роберт Патрик          | T-1000                                                                    |
| Эрл Боэн               | доктор Питер Зильберман                                                   |
| Джо Мортон             | Майлз Беннет Дайсон                                                       |
| Дженетт Голдстин       | Джанель Войт опекунша Джона Коннора / T-1000 в образе Джанелл             |
| Ксандер Беркли         | Тодд Войт опекун Джона Коннора                                            |
| Эпата Меркерсон        | Тарисса жена Дайсона                                                      |
| Дэнни Кукси            | Тим приятель Джона Коннора                                                |
| Лесли Хэмилтон Джаррен | двойник Сары сон Сары, отражение в зеркале в гараже, T-1000 в образе Сары |
| Дон Стэнтон            | охранник Льюис                                                            |
| Дэн Стэнтон            | T-1000 в образе Льюиса                                                    |
| Уильям Вишер           | фотограф в галерее                                                        |
| Майкл Бин              | Кайл Риз во сне Сары                                                      |
| Далтон Эбботт          | двухлетний Джон Коннор во сне Сары                                        |
| Роберт Уинли           | байкер, у которого Т-800 отобрал вещи                                     |
| Пит Шрум               | хозяин бара, у которого Т-800 отобрал обрез «Винчестера»                  |
| Кен Гиббел             | Дуглас, работник больницы, сексуально домогающийся Сары                   |
| ДеВон Никсон           | Дэнни, сын Майлза и Тариссы                                               |

## Производство
Съёмки фильма проходили в Калифорнии (преимущественно Лос-Анджелесе), с 8 октября 1990 по 28 марта 1991 года.
Фильм стал одним из первых фильмов, в которых применялись технологии синтеза изображения компьютером — компьютерная анимация. На производство 73 фрагментов, которые в общей сложности занимают 4 минуты экранного времени, ушло 8 месяцев. Для работы над фильмом было создано 100 000 строк принципиально нового программного обеспечения, позволяющего моделировать движущиеся трёхмерные объекты, в том числе человека. В разработку этих приложений было инвестировано полмиллиона долларов. Для создания изображения жидкого T-1000, «перетекающего» в кабину вертолёта, было использовано программное обеспечение, созданное ранее для съёмок фильма «Бездна». Некоторые параметры программы были изменены, чтобы объект выглядел более тяжёлым и тягучим, чем вода.
«Раны» T-1000 были накладными и раскрывались в нужный момент, как цветочные бутоны. В сценах со стрельбой в жидкого терминатора Роберт Патрик был одет в резиновую рубашку с вмонтированными «заготовками» повреждений. В момент выстрела ассистент при помощи дистанционного управления раскрывал очередной муляж. Последующее «затягивание» ран выполнялось уже при помощи компьютерной анимации.
В сцене прыжка на мотоцикле Т-800 во время погони по Лос-Анджелесу мотоцикл с сидящим на нём дублёром Шварценеггера подвешивался на тросах, которые после были удалены из изображения при помощи компьютера. Такой же приём использовался во время съёмок прыжка T-1000 на мотоцикле из окна здания Cyberdyne Systems в полицейский вертолёт.
Сцены на сталелитейном заводе снимались на заброшенном предприятии в Лос-Анджелесе. В качестве расплавленного металла использовались сахарный сироп и масло, а также панели оргстекла с подсветкой. Актёрам пришлось наносить пот при помощи грима, поскольку на площадке было довольно прохладно. Сцены получились настолько реалистичными, что бывшие работники завода-декорации посчитали его вновь работающим.
Сцена, в которой Т-1000 пытался выманить Джона Коннора из укрытия, притворившись раненой Сарой, снята с участием Лесли Хэмилтон — сестры Линды.
Слияние в «общую» лужу отдельных капель жидкого металла, получившихся из кусков, на которые разделился T-1000 после замораживания и раскалывания выстрелом Т-800, было снято с использованием ртути и нескольких фенов студией «4-Ward».
Взрыв здания штаб-квартиры Cyberdyne Systems был отснят за один дубль при помощи 11 камер. В действительности на съёмочной площадке как такового взрыва не было: вдоль «выбитых» окон второго этажа здания были равномерно разложены бочки с пирозарядами, которые одновременно выстреливали наружу мощные языки пламени. Со стороны это казалось довольно сильным взрывом, однако на самом деле здание почти не пострадало и впоследствии было полностью отремонтировано.
Роль T-1000 Джеймс Кэмерон предлагал музыкантам Билли Айдолу и Блэки Лолессу. Одной из причин того, что роль в итоге досталась Роберту Патрику, было то,  что Блэки Лолесс был высокого роста (193 см), а на роль Т-1000 требовался «средний» молодой мужчина.

## Прокат и сборы
По сравнению с первой частью производственный бюджет фильма вырос в 16 раз с 6,4 до 100 млн долларов. Сборы составили 519,8 млн долларов (против 42 млн первой части), из них 204,8 млн долларов — в США и 315 млн долларов — в мировом прокате. За первую неделю проката фильм собрал 32 млн долларов.

## Награды и номинации
Фильм получил около 20 наград: 4 «Оскара» (за лучший звук, грим, звуковые и визуальные эффекты), 5 наград американской Академии научно-фантастических фильмов и фильмов ужасов (в том числе за «лучший научно-фантастический фильм» и «лучшую режиссуру»), 5 премий MTV (в том числе «лучшая мужская роль», «лучшая женская роль» и «лучший дебют») и др.
В рейтинге «250 лучших фильмов всех времён и народов» на сайте IMDb «Терминатор-2» занимает 36-е место (данные на 7 июля 2021 года).
| Премия                  | Категория                             | Номинанты                                                                            | Итог      |
| ----------------------- | ------------------------------------- | ------------------------------------------------------------------------------------ | --------- |
| «Оскар» (1992)          | Лучший монтаж                         | Конрад Бафф IV, Марк Голдблатт, Ричард А. Харрис                                     | Номинация |
| «Оскар» (1992)          | Лучшая операторская работа            | Адам Гринберг                                                                        | Номинация |
| «Оскар» (1992)          | Лучший звук                           | Том Джонсон, Гэри Райдстром, Гэри Саммерс, Ли Орлофф                                 | Победа    |
| «Оскар» (1992)          | Лучший монтаж звуковых эффектов       | Гэри Райдстром, Глория С. Бордерс                                                    | Победа    |
| «Оскар» (1992)          | Лучшие визуальные эффекты             | Деннис Мьюрен, Стэн Уинстон, Джин Уоррен мл., Роберт Скотак                          | Победа    |
| «Оскар» (1992)          | Лучший грим                           | Стэн Уинстон, Джефф Доун                                                             | Победа    |
| BAFTA (1992)            | Лучший звук                           | Ли Орлофф, Том Джонсон, Гэри Райдстром, Гэри Саммерс                                 | Победа    |
| BAFTA (1992)            | Лучшие специальные визуальные эффекты | Стэн Уинстон, Деннис Мьюрен, Джин Уоррен мл., Роберт Скотак                          | Победа    |
| BAFTA (1992)            | Лучшая работа художника-постановщика  | Джозеф Немек III                                                                     | Номинация |
| «Сатурн» (1992)         | Лучший научно-фантастический фильм    |                                                                                      | Победа    |
| «Сатурн» (1992)         | Лучший режиссёр                       | Джеймс Кэмерон                                                                       | Победа    |
| «Сатурн» (1992)         | Лучший сценарий                       | Джеймс Кэмерон и Уильям Вишер мл.                                                    | Номинация |
| «Сатурн» (1992)         | Лучший актёр                          | Арнольд Шварценеггер                                                                 | Номинация |
| «Сатурн» (1992)         | Лучшая актриса                        | Линда Хэмилтон                                                                       | Победа    |
| «Сатурн» (1992)         | Лучший актёр второго плана            | Роберт Патрик                                                                        | Номинация |
| «Сатурн» (1992)         | Лучший молодой актёр или актриса      | Эдвард Фёрлонг                                                                       | Победа    |
| «Сатурн» (1992)         | Лучшие спецэффекты                    | Стэн Уинстон (Industrial Light & Magic, Fantasy II Film Effects, 4-Ward Productions) | Победа    |
| «Сатурн» (1992)         | Лучший грим                           | Стэн Уинстон и Джефф Доун                                                            | Номинация |
| MTV Movie Awards (1992) | Лучший фильм                          |                                                                                      | Победа    |
| MTV Movie Awards (1992) | Лучшая мужская роль                   | Арнольд Шварценеггер                                                                 | Победа    |
| MTV Movie Awards (1992) | Лучшая женская роль                   | Линда Хэмилтон                                                                       | Победа    |
| MTV Movie Awards (1992) | Самая желанная женщина                | Линда Хэмилтон                                                                       | Победа    |
| MTV Movie Awards (1992) | Прорыв года                           | Эдвард Фёрлонг                                                                       | Победа    |
| MTV Movie Awards (1992) | Лучший кинозлодей                     | Роберт Патрик                                                                        | Номинация |
| MTV Movie Awards (1992) | Лучшая песня                          | You Could Be Mine — группа Guns N’ Roses                                             | Номинация |
| MTV Movie Awards (1992) | Лучшая экшн-сцена                     | сцена погони по шоссе в Лос-Анджелесе                                                | Победа    |
| «Хьюго» (1992)          | Лучшая постановка                     | Джеймс Кэмерон, Уильям Вишер мл.                                                     | Победа    |
| «Майнити» (1992)        | Лучший фильм на иностранном языке     | Джеймс Кэмерон                                                                       | Победа    |
| «Молодой актёр» (1992)  | Лучший молодой актёр второго плана    | Дэнни Кукси                                                                          | Номинация |

## Версии фильма
Существуют четыре версии фильма:
- Киноверсия — демонстрировалась в кинотеатрах (продолжительность 2:16:35 в формате NTSC при 23,976 к/с, либо 2:10:58 в формате PAL при 25 к/с). Была впервые выпущена на видеокассетах в 1992 году.
- Специальное издание (англ. Special Edition) — выпущена на видео 24 ноября 1993 года, включает 17 минут дополнительных сцен (продолжительность 2:33:25).
- Расширенное специальное издание (англ. Extended Special Edition) продолжительностью 2:36:08 было выпущено в 2009 году на DVD и Blu-ray[17], оно включает эпилог с мирным будущим 2029 года, а также сцену с Т-1000, обыскивающим комнату Джона.
- 3D-версия В августе 2017 года фильм вновь вышел на большие экраны в обновлённом 3D-формате[18], специально к 25-летнему юбилею ленты. Для конвертации применялась та же технология, которая использовалась для создания трёхмерной версии фильма «Титаник». Кэмерон отметил, что в 3D не добавлено никаких новых сцен по сравнению с кинотеатральной версией, ничего не было сокращено или дополнено. При помощи компьютерной графики был изменён только один эпизод, когда грузовик падает на дно канала и ветровое стекло вылетает от удара, но в следующем кадре оно по ошибке снова на месте. Этот эпизод был логически скорректирован[19]. Подготовкой нового релиза занималась китайская компания DMG Entertainment[англ.], в сотрудничестве с StudioCanal и Джеймсом Кэмероном[20].

На сайте movie-censorship.com указано, что режиссёрской версией является «Специальное издание»; на сайте cinemafia.ru отмечается, что сам Кэмерон режиссёрской версией «Терминатора 2» считает киноверсию.

### Дополнительные сцены специального издания
- В режиссёрской версии присутствует эпизод, где показано видение Сары Коннор, находящейся в палате после разговора с доктором Зильберманом: появляется её погибший спаситель и возлюбленный, отец Джона Коннора, Кайл Риз (Майкл Бин), одетый, как при первой встрече с Сарой в плащ, украденный из супермаркета, и предупреждает её о грозящей ей и Джону опасности. Он говорит Саре, что она должна бороться, и что она «никогда не была такой сильной, как сейчас». Затем призрак Кайла выходит из палаты и уходит по безлюдному коридору. Сара бежит за ним, открывает дверь на улицу и оказывается на детской площадке, а коридора больницы позади Сары уже нет; хватаясь руками за сетку забора вокруг площадки, она видит в небе над Лос-Анджелесом ослепительную вспышку, заливающую ярким белым светом всё окружающее пространство, но тут же просыпается на полу в своей палате. Также не попали в фильм кадры, раскрывающие суть вражды Сары с санитаром, которого она оглушает обломком швабры во время попытки побега: чтобы заставить Сару принять лекарство, санитары жестоко избивают её дубинками.
- Из прокатной версии фильма вырезан небольшой эпизод, где T-1000 ходит среди пожарных и полицейских, прибывших на тушение взорвавшегося грузовика в канале. В следующий момент T-1000 угоняет ещё одну полицейскую машину.
- Не попал в фильм эпизод, происходящий после того, как Т-800 говорит Джону, что его опекуны мертвы. После телефонного разговора, в котором Т-800 называл жившего у опекунов пса кличкой Вулфи, и убийства Тодда, Т-1000 идёт во двор дома, убивает пса и видит, что на ошейнике вытиснено настоящее имя собаки — Макс.
- Из прокатной версии вырезана сцена настройки CPU Т-800 в режим самообучения (продолжение сцены в гараже). Сара Коннор, следуя инструкциям Терминатора, извлекает микросхему из его головы, затем, когда Т-800 отключается, в порыве ненависти едва не уничтожает её. Микросхему спасает Джон Коннор, который понимает, что терминатор им всё ещё нужен. Также не попал в фильм эпизод, где Джон учит Т-800 улыбаться для того, чтобы выглядеть обычным человеком[23].
- Вырезаны некоторые диалоги Джона и Т-800 в хранилище оружия у Энрике. Также сокращена сцена их разговора в машине во время попытки помешать Саре убить Майлза Дайсона и сокращена сцена обстрела дома Дайсона Сарой.
- Вырезан эпизод, где Майлз Дайсон рассказывает жене о своей работе о создании нейронно-сетевого процессора.
- Отсутствуют моменты влияния на Т-1000 металлических поверхностей после заморозки.

### Дополнительные сцены расширенного специального издания
- В прокатную и специальную (режиссёрскую) версию не вошёл эпизод, в котором T-1000 после убийства пса Макса (этой сцены нет в киноверсии) обыскивает комнату Джона и находит то, что тот так хотел забрать — коробку с письмами, содержащую также фотографии Сары, её письма и аудиокассеты, записанные ею; теперь он знает, как выглядит Сара Коннор, из текстов писем знает адрес клиники, где держат Сару, а также всю информацию о ней, которой не было у Скайнета, в частности то, что Сара знает о надвигающейся войне и пытается изменить будущее[23]. Сцена обыска комнаты Джона также не входит в специальную (режиссёрскую) версию фильма.
- В прокатную и специальную (режиссёрскую) версию не попала финальная двухминутная сцена, показывающая мирное будущее в 2029 году, в которой в парке на скамейке сидит уже пожилая Сара Коннор, а на расположенной рядом детской площадке играют её внучка и её взрослый сын Джон Коннор. Этот эпилог исключён по настоянию продюсера Марио Кассара, чтобы допустить возможность продолжений. Сам Кэмерон утверждал, что считает историю завершённой[24]. Сцена была включена лишь в расширенное специальное издание фильма (англ. Special Edition Extended), выпущенное на коллекционных DVD и Blu-ray — T2 Ultimate Edition, Extreme Edition и Skynet Edition[* 3].

## Технические данные
Основная часть оригинального негатива фильма снята сферической оптикой в формате «Супер-35» камерами Arriflex. Большинство сцен со спецэффектами сняты камерами формата «Виста Вижн». Прокатные фильмокопии печатались оптическим способом в двух вариантах: широкоэкранные на киноплёнке 35-мм и широкоформатные на киноплёнке 70-мм. Соотношение сторон кадра широкоэкранных фильмокопий — 2,35:1, а широкоформатных — 2,2:1.
Оригинальная фонограмма на 35-мм копиях — аналоговая оптическая Dolby SR, на 70-мм — шестиканальная магнитная.

## В культуре
Игры:
В 1991 году по мотивам фильма вышла компьютерная игра в жанре платформер Terminator 2: Judgement Day (Synthetic Dimensions / Ocean). В этом же году состоялся релиз игры для аркадного автомата Terminator 2: Judgment Day, которая благодаря успеху была портирована на множество других платформ, получив при этом название T2: The Arcade Game во избежание путаницы.

## Продолжения

### Короткометражное
В 1996 году был создан аттракцион развлекательных парков Universal Studios Florida, Hollywood и Japan — «Терминатор 2 3-D: Битва сквозь время». Специально для него Джеймсом Кэмероном, Джоном Бруно и Стэнли Уинстоном был снят короткометражный кинофильм. Главные роли вновь исполнили: Арнольд Шварценеггер (T-800), Линда Хэмилтон (Сара Коннор), Эдвард Фёрлонг (Джон Коннор) и Роберт Патрик (T-1000).

### Полнометражные
Джеймс Кэмерон считал полнометражную дилогию полностью законченным произведением и отказался снимать её продолжение. Следующие части были сняты после долгого перерыва другими режиссёрами. «Терминатор 3: Восстание машин» вышел в 2003 году. Главную роль в нём вновь сыграл А. Шварценеггер. Сюжет фильма разворачивался вокруг повзрослевшего Джона Коннора и новой версии «Судного дня», который на этот раз героям предотвратить не удалось. В 2009 году вышел фильм «Терминатор: Да придёт спаситель». В нём показывалось будущее в середине войны между людьми и машинами. Следующий фильм серии — «Терминатор: Генезис» проигнорировал события предыдущих частей, хотя содержал множество отсылок к ним, запустив «альтернативную вселенную».
1 ноября 2019 года в США состоялась премьера фильма «Терминатор: Тёмные судьбы». Данная картина позиционируется как альтернативное продолжение фильма «Терминатор 2: Судный день», игнорирующее события картин «Т2 3-D: Битва сквозь время», «Терминатор 3: Восстание машин», «Терминатор: Да придёт спаситель» и «Терминатор: Генезис». Режиссёром фильма выступил Тим Миллер. Арнольд Шварценеггер вновь вернулся к роли Т-800, а Линда Хэмилтон снова сыграла Сару Коннор.

### Телевизионные
В 2009 году вышел телесериал «Терминатор: Битва за будущее», являвшийся продолжением второго фильма без учёта всех последующих. Было снято два сезона; проект был закрыт из-за невысоких рейтингов.